# 拉森火山國家公園
拉森火山國家公園（英語：Lassen Volcanic National Park）是位於美國加州北部的國家公園。整個國家公園中最主要的景觀就是拉森火山（也譯作拉森峰），是世界上最大的穹頂火山，也是喀斯喀特山脈中最南端的火山。  
在拉森火山國家公園中，其火山活動依然顯著，包括大量的泥火山、發出惡臭的噴氣孔及溫泉。拉森火山國家公園是世界上少數幾個能找到所有火山類型的地區，包括穹頂、盾狀火山、火山渣錐及層狀火山。
要前往公園，可以藉由加州公路44號及加州公路36號前往。CA-89公路是穿越公園的南北向公路，但因降雪量龐大，只在仲夏到早秋期間開放。

## 歷史
印第安人早在殖民者發現拉森火山前就居住在此處了。印地安人們探索此區，發現拉森火山到處都是火與水，就認為它有一天會炸開。  
1974年，美國國家公園管理局接受美國地質調查所(USGS)的建議，關閉了曼薩尼塔湖的遊客服務中心及住宿設施。研究資料顯示，這些建築物位於一個危險地區，假若發生地震或火山爆發，從混沌崗(Chaos Crags)來的落石或火山碎屑流會襲擊這個區域。只有一個地震測站被留下。

## 氣候
因為拉森火山國家公園是處於中高海拔地區，在7500呎以下，其氣候大體來說是冬冷夏溫。高於這個高度，氣候非常寒冷，連夏天都不太熱。 

## 地質學與地理學

### 火山活動
拉森火山是北美洲的90餘座活火山之一。它在1914年的活動，是美國本土在聖海倫火山爆發前的最後一次火山爆發。拉森火山及其北方的混沌崗(Chaos Crag)是一個位在火山高地上的大型穹頂，由英安岩構成。火山南面有許多地熱活動的跡象，包括泥火山、溫泉及噴氣口。而熔岩流遺跡及火山錐渣主要分布於火山東面。

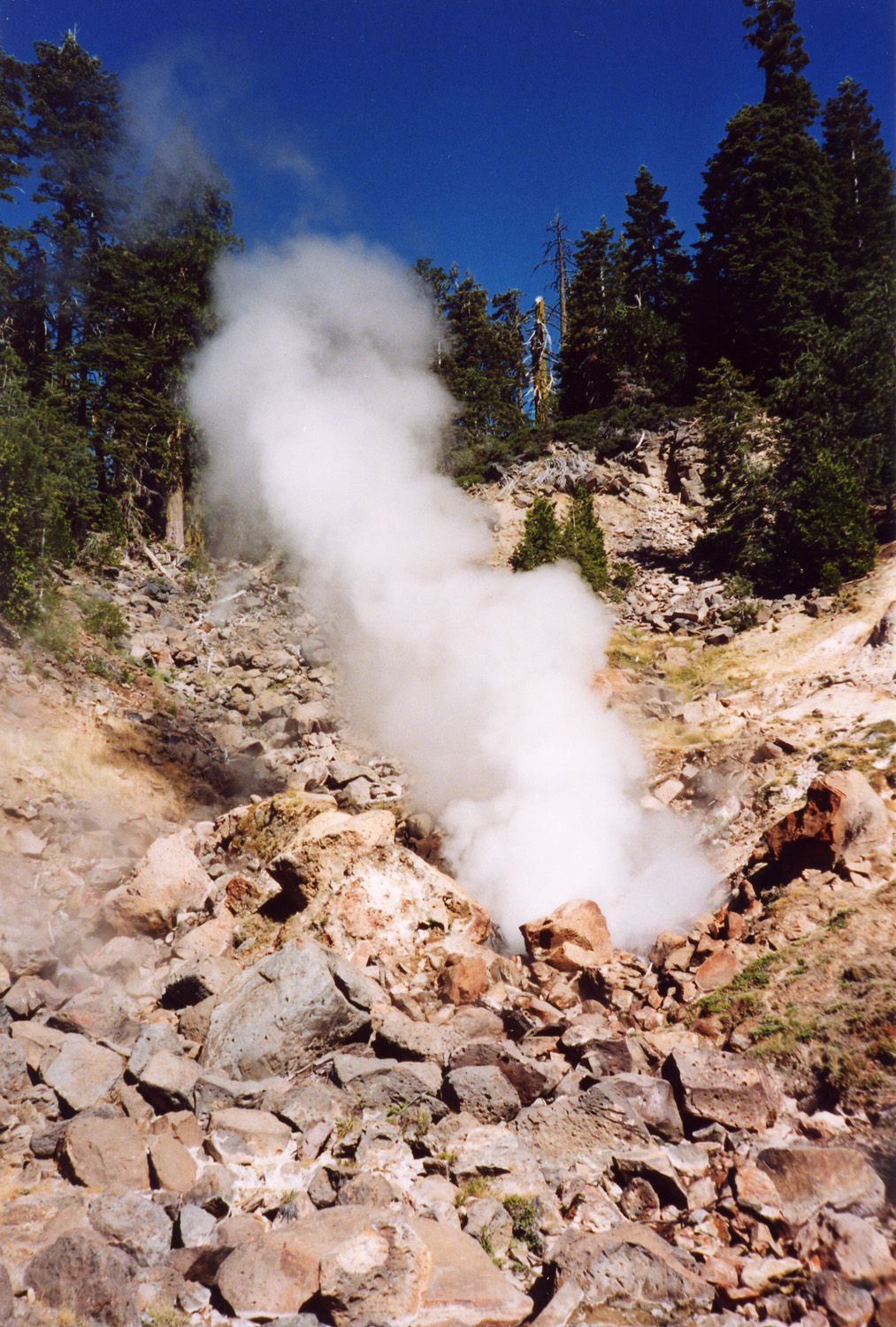
噴氣口
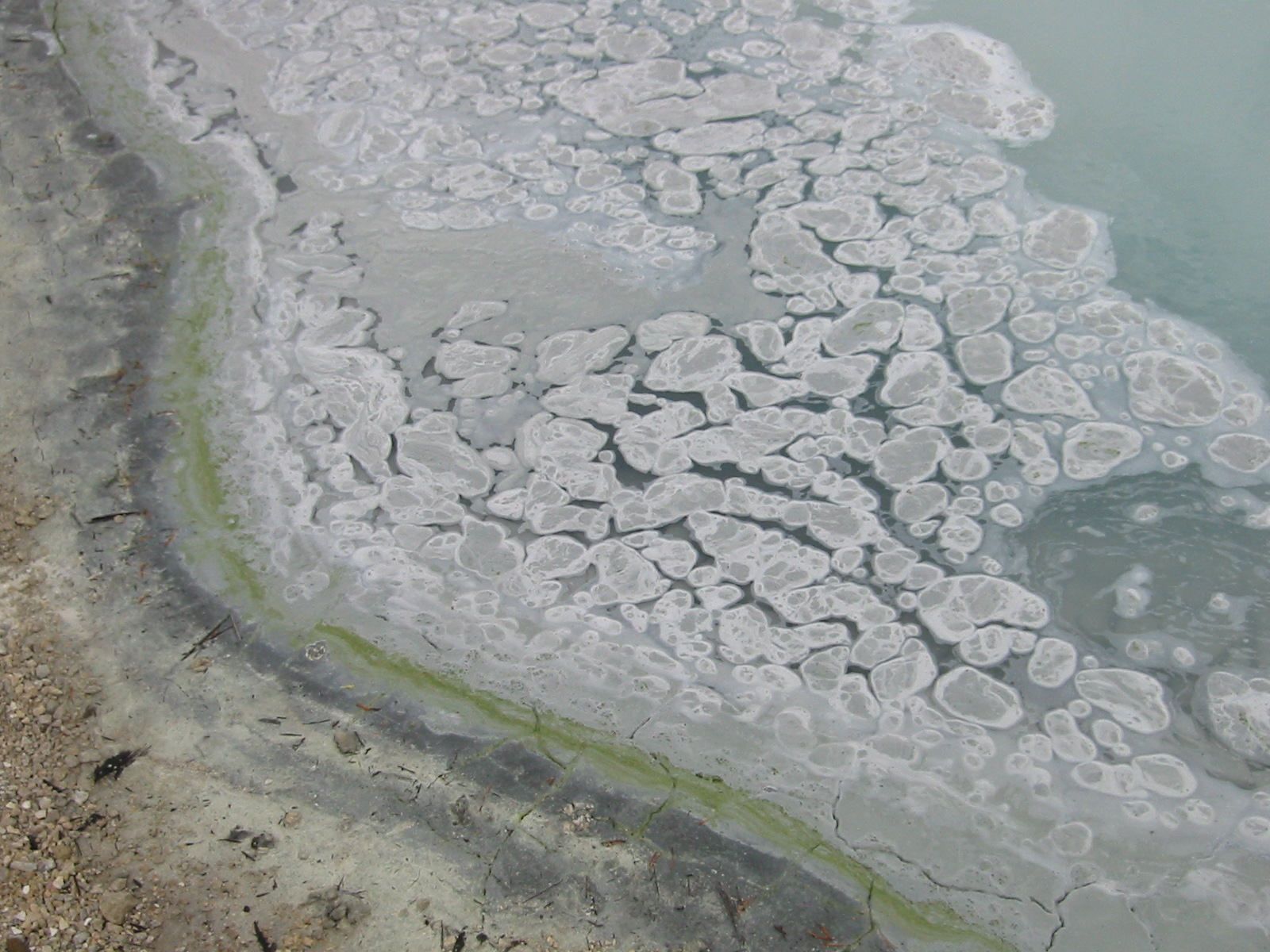
溫泉
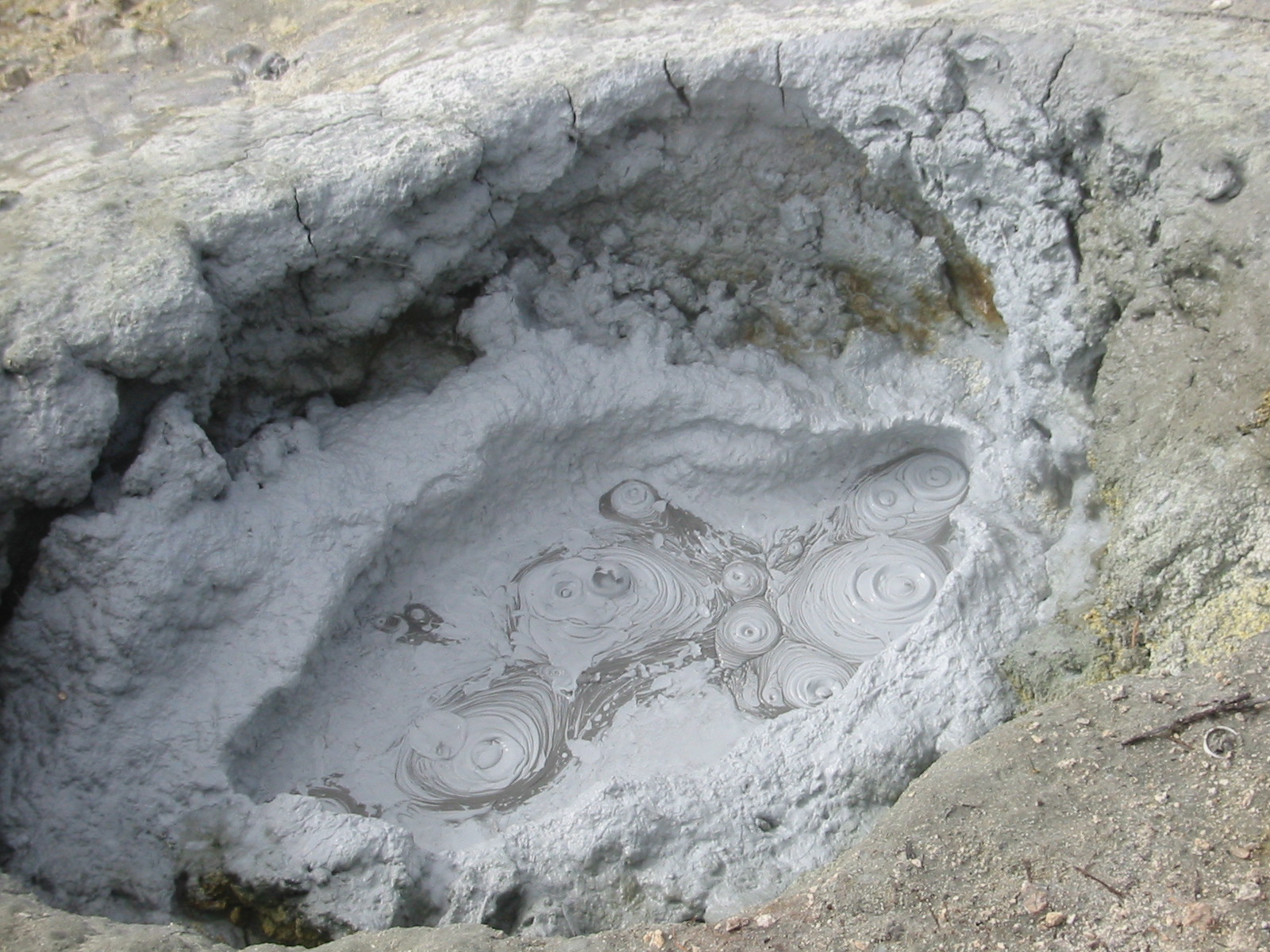
泥沸泉

## 外部連結
- Official National Park Service website （页面存档备份，存于）
- USGS: Volcano Hazards of the Lassen Volcanic National Park Area （页面存档备份，存于）
- USGS: Geology of Lassen Volcanic National Park
- Photos of Lassen Volcanic National Park - Terra Galleria （页面存档备份，存于）
- Photographic virtual tour of Lassen Volcanic National Park. （页面存档备份，存于）
- Topozone topographic map
- Skiing Lassen Peak Info （页面存档备份，存于）